# Thạnh Lộc, An Giang
Thạnh Lộc là một xã thuộc huyện Châu Thành, tỉnh Kiên Giang, Việt Nam.

## Lịch sử
Ngày 18 tháng 3 năm 1997, Chính phủ Việt Nam ban hành Nghị định số 23-CP về việc thành lập xã Thạnh Lộc trên cơ sở 2.907,21 ha diện tích tự nhiên và 11.119 nhân khẩu của xã Mong Thọ A.
Ngày 12 tháng 6 năm 2025, Ủy ban Thường vụ Quốc hội ban hành Nghị quyết số 1654/NQ-UBTVQH15 về việc sắp xếp các đơn vị hành chính cấp xã của tỉnh An Giang. Theo đó, toàn bộ diện tích tự nhiên, quy mô dân số của các xã Thạnh Lộc (huyện Châu Thành), Mong Thọ, Mong Thọ A và Mong Thọ B thành xã mới có tên gọi là xã Thạnh Lộc.